# Châtel-Censoir
Châtel-Censoir is een gemeente in het Franse departement Yonne (regio Bourgogne-Franche-Comté) en telt 674 inwoners (2005). De plaats maakt deel uit van het arrondissement Avallon.

## Geografie
De oppervlakte van Châtel-Censoir bedraagt 25,1 km², de bevolkingsdichtheid is 26,9 inwoners per km².
De onderstaande kaart toont de ligging van Châtel-Censoir met de belangrijkste infrastructuur en aangrenzende gemeenten.

## Demografie
Onderstaande figuur toont het verloop van het inwonertal (bron: INSEE-tellingen).